# فيضانات أتيكا الغربية 2017
فيضانات أتيكا الغربية 2017 خلال ساعات الصباح من يوم 15 نوفمبر 2017 بعد هطول الأمطار الغزيرة بسبب انخفاض الضغط الجوي يوريديس وإعصار نوما، حدثت فيضانات في أتيكا الغربية وبشكل رئيسي في ماندرا ونيا بيراموس وماغولا وإلفسينا. قتلت الفيضانات 24 شخصًا وألحقت أضرارا بالغة. هذا هو ثالث أكبر فيضان في أتيكا بناءً على عدد القتلى.
في ماندرا تضرر 1064 مبنى، وعلى وجه الخصوص 794 منزلا و126 مبنى تجاري و8 مبان عامة و136 مستودعًا وقبو. في منطقة ميغارا ونيا بيراموس تم تدمير ما لا يقل عن 448 مبنى، منها 228 مبنى سكني و38 مبنى تجاري و6 مبانٍ عامة و123 مستودعًا وطابقًا سفليًا.
أثارت الوفيات والأضرار الناجمة عن الفيضانات ردود فعل سياسية.
أرسلت بلدية أثينا مساعدة مادية كبيرة لضحايا غرب أتيكا، في حين قررت وزارة العمل والضمان الاجتماعي والتضامن الاجتماعي تقديم تسهيلات للشركات أو أرباب العمل أو الأشخاص المؤمن عليهم الذين لديهم مؤسسة أو نشاط مهني في المناطق وتعرضوا لأضرار.